# Ishak Pacha (Grand vizir)
Ishak Pacha (mort en 1497) est Grand vizir de l'empire ottoman de 1468 à 1471, puis de 1481 à 1483, sous les règnes de Mehmet II puis de Bajazet II.

## Biographie
Son identité demeure incertaine, puisqu'il existe à cette époque deux « Ishak Pacha » : il peut s'agir d'Ishak bin Abdullah ou d'Ishak bin Ibrahim, tous deux Beylerbey d'Anatolie sous le règne de Mehmet II.
Le premier semble être un chrétien croate ou grec converti car il avait adopté le nom de bin Addullah réservé à ces derniers. Ishak bin Ibrahim descend lui d'une famille turque d'Anatolie. Dans le cas d'une identification avec Ishak bin Ibrahim, il serait le premier musulman de naissance occupant ce poste depuis Çandarlı Halil Hayreddin Pacha.
Il sert Mehmet II et devient Grand-Vizir en 1469 en remplacement de Mahmud Pacha. Il est remplacé à ce poste en 1471 par Rum Mehmed Pacha.
À la mort de Mehmet II en 1481, il soutient son fils Bajazet II lors du combat pour le trône. Il devient alors grand-vizir de Bazajet jusqu'en 1483. Il devient ensuite sandjak-bey de Thessalonique, où il meurt en 1487 ou 1497.

## Médias

### Cinéma
- İstanbul'un Fethi (1951), il est interprété par Alev Elmas.
- Constantinople (2012), il est interprété par Yılmaz Babatürk.